# Discografia Orchestrei „Barbu Lăutaru”
Discografia Orchestrei „Barbu Lăutaru” cuprinde discuri de gramofon, de vinil, benzi de magnetofon, care conțin înregistrări realizate în România, în perioada 1949-1970, la casa de discuri Electrecord, și în străinătate, la casa de discuri cehoslovacă Supraphon.

## Discuri Electrecord
| An   | Număr de catalog                              | Format                     | Piese | Dirijor                                                                 |
| 1951 | EPA 1769                                      | shellac, 25 cm, 78 RPM     | Pe deal pe la Cornățel | Ionel Budișteanu                                                        |
| 1951 | EPA 1772                                      | shellac, 25 cm, 78 RPM     | Gaida (joc macedo-român) (arajnor George Marcu) | Nicu Stănescu                                                           |
| 1953 | EPA 1799                                      | shellac, 25 cm, 78 RPM     | Călușarii și Brâul | Nicu Stănescu                                                           |
| 1954 | EPA 1866                                      | shellac, 25 cm, 78 RPM     | Jocul de la Coșereni | Nicu Stănescu                                                           |
| 1954 | EPA 1884                                      | shellac, 25 cm, 78 RPM     | Ca la Breaza | Nicu Stănescu                                                           |
| 1954 | EPA 1889                                      | shellac, 25 cm, 78 RPM     | Hodoroaga | Ionel Budișteanu                                                        |
| 1955 | EPB 5061                                      | shellac, 25 cm, 78 RPM     | Jianul și Horă | Nicu Stănescu                                                           |
| 1955 | EPA 1956                                      | shellac, 25 cm, 78 RPM     | Mugur, mugurel Hora Șapte scări | Nicu Stănescu                                                           |
| 1956 | EPA 2011                                      | shellac, 25 cm, 78 RPM     | Călușul oltenesc | Nicu Stănescu                                                           |
| 1956 | EPA 2012                                      | shellac, 25 cm, 78 RPM     | Hora mărțișorului (Grigoraș Dinicu) | Nicu Stănescu                                                           |
| 1956 | EPA 2014                                      | shellac, 25 cm, 78 RPM     | Hora Staccato (Grigoraș Dinicu) | Nicu Stănescu                                                           |
| 1956 | EPA 2015                                      | shellac, 25 cm, 78 RPM     | Mușamaua Sârba din Muscel | Nicu Stănescu Ionel Budișteanu                                          |
| 1956 | EPA 2016                                      | shellac, 25 cm, 78 RPM     | Călușarii și Brâul Hora Furtună | Nicu Stănescu                                                           |
| 1956 | EPA 2022                                      | shellac, 25 cm, 78 RPM     | Ciocârlia Hora și sârba | Nicu Stănescu                                                           |
| 1956 | EPA 2088                                      | shellac, 25 cm, 78 RPM     | Hora moldovenească | Ionel Budișteanu                                                        |
| 1956 | EPA 2089                                      | shellac, 25 cm, 78 RPM     | Învârtită și Joc de doi | Ionel Budișteanu                                                        |
| 1956 | EPA 2183                                      | shellac, 25 cm, 78 RPM     | Geamparalele dobrogene | Ionel Budișteanu                                                        |
| 1956 | EPC 105                                       | vinil, 17 cm, 33 ⅓ RPM     | 1. Hora moldovenească | Ionel Budișteanu                                                        |
| 1956 | EPD 1                                         | vinil, LP, 25 cm, 33 ⅓ RPM | 1. Ciocârlia 4. Hora furtună | Nicu Stănescu                                                           |
| 1956 | EPD 4                                         | vinil, LP, 25 cm, 33 ⅓ RPM | 1. Hodoroaga 3. Mușamaua 5. Călușul oltenesc 9. Ca la Breaza | Ionel Budișteanu (1, 3) Nicu Stănescu (5, 9)                            |
| 1957 | EPD 12                                        | vinil, LP, 25 cm, 33 ⅓ RPM | 7. Hora moldovenească | Ionel Budișteanu                                                        |
| 1958 | EPA 2621                                      | shellac, 25 cm, 78 RPM     | Rustemul și Breaza | Nicu Stănescu                                                           |
| 1959 | EPD 86                                        | vinil, LP, 25 cm, 33 ⅓ RPM | 21. Mușamaua | Ionel Budișteanu                                                        |
| 1960 | 45-EPC 218                                    | vinil, 17 cm, 45 RPM       | 1. Sârba în căruță 2. Hora șapte scări 3. Chindia 4. Geamparalele dobrogene | Ionel Budișteanu (1, 4) Nicu Stănescu (2, 3)                            |
| 1961 | EPE 052                                       | vinil, LP, 30 cm, 33 ⅓ RPM | 1. Ca la Breaza 4. Hora staccato (Grigoraș Dinicu) 6. Sârbă din Muscel 8. Călușul din Gorj 16. Brâul lui Nicu Stănescu (Nicu Stănescu) | Nicu Stănescu (1, 16) Ionel Budișteanu (4, 6, 8)                        |
| 1961 | EPE 053                                       | vinil, LP, 30 cm, 33 ⅓ RPM | 8. Chindia 16. Sârba in căruță | Nicu Stănescu (8) Ionel Budișteanu (16)                                 |
| 1962 | EPE 093 Concert de muzică populară românească | vinil, LP, 30 cm, 33 ⅓ RPM | 1. Sârba din căruță 2. Mugur, mugurel 3. Hora „Șapte scări” 4. Geamparalele dobrogene 5. Călușul din Gorj 6. Pelin beau, pelin mănânc 7. Hora Staccato (Grigoraș Dinicu) 8. Ca la Breaza 9.Sârba din Muscel 10. Chindia 11. Brâul lui Nicu Stănescu (Nicu Stănescu) 12. Perinița | Ionel Budișteanu (1, 4, 5, 7, 9, 12) Nicu Stănescu (2, 3, 6, 8, 10, 11) |
| 1963 | EPC 439                                       | vinil, 17 cm, 33 ⅓ RPM     | 2. Hora Staccato (Grigoraș Dinicu) 3. Sârba din căruță 4. Perinița | Ionel Budișteanu                                                        |
| 1967 | C.S. 116                                      | shellac, 25 cm, 78 RPM     | Hora Staccato Perinița | Ionel Budișteanu                                                        |

## Discuri Supraphon
| An   | Număr de catalog                               | Format                     | Piese | Note |
| 1952 | 03007 Rumunské lidové písně                    | vinil, 17 cm, 33 ⅓ RPM     | 1. Mariniká 2. Alunel & A dívčí hora z Oltenie 3. Moje milá s dlouhými řasami 4. Doina & A alunel z Oltenie | Dirijor Nicu Stănescu voce: Maria Lătărețu (1, 3) clarinet: Iliuță Rudăreanu (2) fluier: Ion Vădeanu (4) |
| 1953 | LPM 141 Rumanian Folk Songs and Dances, Vol. 1 | vinil, LP, 30 cm, 33 ⅓ RPM | 1. Hora păcii 2. Doina Oltului și Horă 3. Munte, munte brad frumos și Sârba lui Buică 4. Ca la Breaza și Călușul oltenesc 5. Foaie verde ca lipanul și Sârba [lui Fănică Luca] 6. Hora de la Clejani 7. Călușarii și Ciocârlia 8. Mugur, mugurel și Hora Șapte scări 9. Hodoroaga și Cârligele 10. Sanie cu zurgălăi (Richard Stein) | Dirijori: Ionel Budișteanu (1-3, 5, 6, 9, 10) Nicu Stănescu (4, 7, 8) Soliști: Maria Lătărețu - voce (1, 10) Fănică Luca - nai (2) Ionel Budișteanu - vioară (3) Boiță Gănescu - nai (5) Ion Păturică - cobză (6) Nicu Stănescu - vioară (7)                |
| 1956 | LPM 287 Rumanian Folk Songs and Dances, Vol. 2 | vinil, LP, 30 cm, 33 ⅓ RPM | 1. Ca la Breaza și Jocul din Buzău 2. Cătălină, Cătălină 3. Cântecul de pe Mureș 4. Joc de doi din Banat 5. Cimpoiul 6. Cântec de dragoste și Sârbă 7. Jocul de la Coșereni (aranjor Nicu Stănescu) 8. Hora de la Naipu 9. Floricica macului 10. Joc de licurici (aranjor Ionel Budișteanu)                                          | Dirijor Ionel Budișteanu Soliști: Ion Văduva, Ion Vădeanu, Constantin Urlățeanu - fluiere (1) Ion Luță Ioviță - taragot (2) Emil Gavriș - voce (3) Nicu Stănescu - vioară (5) Damian Luca - nai (6) Ion Păturică - cobză (8) Aurelia Fătu-Răduțu - voce (9) |
| 195x | SUEP 512 Chants et Danses de Roumanie          | vinil, 17 cm, 33 ⅓ RPM     | 1. Marinika 2. Deux danses roumaines 3. Mon amour [Mândra mea sprâncene multe] 4. Deux danses roumaines | Dirijor Nicu Stănescu voce: Maria Lătărețu (1, 3) clarinet: Iliuță Rudăreanu (2) fluier: Ion Vădeanu (4) |
| 195x | SUEP 512-L                                     | vinil, 17 cm, 33 ⅓ RPM     | 1. Marinika 2. Two Rumanian Dances 3. My Darling [Mândra mea sprâncene multe] 4. Two Rumanian Dances | Dirijor Nicu Stănescu voce: Maria Lătărețu (1, 3) clarinet: Iliuță Rudăreanu (2) fluier: Ion Vădeanu (4) |
| 195x | ESS 17008 Rumänische Volksmusik                | vinil, 17 cm, 33 ⅓ RPM     | 1. Marinika 2. Zwei Rumänische Tänze 3. Mein Liebling [Mândra mea sprâncene multe] 4. Zwei Rumänische Tänze | Dirijor Nicu Stănescu voce: Maria Lătărețu (1, 3) clarinet: Iliuță Rudăreanu (2) fluier: Ion Vădeanu (4) |

## Discuri Artia
| An   | Număr de catalog                                     | Format                     | Piese | Note |
| 1959 | ALP 105 Rumanian Folk Songs and Dances, Volume No. 1 | vinil, LP, 30 cm, 33 ⅓ RPM | 1. As in a Breeze [Ca la Breaza] 2. Folk Dance [Hora păcii] 3. Three Times I hoofed the Horse [De trei ori potcovii calul] 4. A Dance [Hora din Clejani] 5. Old Cart [Hodoraga] 6. Kalushary Nightingale [Călușarii și Ciocârlia] 7. Doina Oltu Hora [Doina Oltului și Horă] 8. Sledge with a little Bell [Sanie cu zurgălăi] 9. Mountains, Mountains, beautiful Pine [Munte, munte, brad frumos] 10. A Bud [Mugur, mugurel] | Dirijori: Ionel Budișteanu (2-5, 7-9), Nicu Stănescu (1, 6, 10) Soliști: Maria Lătărețu - voce (2, 8) Boiță Gănescu - nai (3) Ion Păturică - cobză (4) Nicu Stănescu - vioară (6) Fănică Luca - nai (7) Ionel Budișteanu - vioară (9)                       |
| 1959 | ALP 106 Rumanian Folk Songs and Dances, Volume No. 2 | vinil, LP, 30 cm, 33 ⅓ RPM | 1. Jocul din Buzau 2. Catalina, Catalina 3. Cintecul de pe Mures 4. Joc de doi din Banat 5. Cimpoi 6. Cintec de dragoste; Sarba 7. Jocul de la Cosereni 8. Hora de la Naipu 9. Floricica macului 10. Joc de licurici | Dirijor Ionel Budișteanu Soliști: Ion Văduva, Ion Vădeanu, Constantin Urlățeanu - fluiere (1) Ion Luță Ioviță - taragot (2) Emil Gavriș - voce (3) Nicu Stănescu - vioară (5) Damian Luca - nai (6) Ion Păturică - cobză (8) Aurelia Fătu-Răduțu - voce (9) |

## Discuri Period
| An   | Număr de catalog                               | Format                    | Piese | Note                                        |
| 1959 | SPL 1616 Rumanian Folk Songs and Dances Vol. 3 | vinil LP, 30 cm, 33 ⅓ RPM | 1. Ciocarlia [Ciocârlia] 10. Hora Martisorului [Hora mărțișorului] 13. Calush Dance [Jocul călușarilor] 14. Pandele's Syrba [Sârba lui Pandele] 15. Storm Hora [Hora furtună] | Dirijor Nicu Stănescu Fănică Luca - nai (1) |